# Mickey Arthur
Pour les articles homonymes, voir Arthur.
 (octobre 2024).
Si vous disposez d'ouvrages ou d'articles de référence ou si vous connaissez des sites web de qualité traitant du thème abordé ici, merci de compléter l'article en donnant les références utiles à sa vérifiabilité et en les liant à la section « Notes et références ».
En pratique : Quelles sources sont attendues ? Comment ajouter mes sources ?
 (octobre 2024).
La mise en forme du texte ne suit pas les recommandations de Wikipédia : il faut le « wikifier ».
Les points d'amélioration suivants sont les cas les plus fréquents. Le détail des points à revoir est peut-être précisé sur la page de discussion.
- Les titres sont pré-formatés par le logiciel. Ils ne sont ni en capitales, ni en gras.
- Le texte ne doit pas être écrit en capitales (les noms de famille non plus), ni en gras, ni en italique, ni en « petit »…
- Le gras n'est utilisé que pour surligner le titre de l'article dans l'introduction, une seule fois.
- L'italique est rarement utilisé : mots en langue étrangère, titres d'œuvres, noms de bateaux, etc.
- Les citations ne sont pas en italique mais en corps de texte normal. Elles sont entourées par des guillemets français : « et ».
- Les listes à puces sont à éviter, des paragraphes rédigés étant largement préférés. Les tableaux sont à réserver à la présentation de données structurées (résultats, etc.).
- Les appels de note de bas de page (petits chiffres en exposant, introduits par l'outil «  Source ») sont à placer entre la fin de phrase et le point final[comme ça].
- Les liens internes (vers d'autres articles de Wikipédia) sont à choisir avec parcimonie. Créez des liens vers des articles approfondissant le sujet. Les termes génériques sans rapport avec le sujet sont à éviter, ainsi que les répétitions de liens vers un même terme.
- Les liens externes sont à placer uniquement dans une section « Liens externes », à la fin de l'article. Ces liens sont à choisir avec parcimonie suivant les règles définies. Si un lien sert de source à l'article, son insertion dans le texte est à faire par les notes de bas de page.
- La présentation des références doit suivre les conventions bibliographiques. Il est recommandé d'utiliser les modèles {{Ouvrage}}, {{Chapitre}}, {{Article}}, {{Lien web}} et/ou {{Bibliographie}}. Le mode d'édition visuel peut mettre en forme automatiquement les références.
- Insérer une infobox (cadre d'informations à droite) n'est pas obligatoire pour parachever la mise en page.

Pour une aide détaillée, merci de consulter Aide:Wikification.
Si vous pensez que ces points ont été résolus, vous pouvez retirer ce bandeau et améliorer la mise en forme d'un autre article.
John Michael Arthur, dit Mickey Arthur, né le 17 mai 1968 à Johannesbourg, est un entraîneur, commentateur sportif et ancien joueur de cricket sud-africain et australien. Membre de l'Équipe d'Afrique du Sud de cricket de 1986 à 2001, il en est l'entraîneur de 2005 à 2010. Il est celui de l'équipe nationale d'Australie de cricket, de 2010 jusqu'à son renvoi en juin 2013, puis de 2016 à 2019 celui de l'équipe du Pakistan de cricket, qui remporte en 2017 le Trophée des Champions du Conseil international du cricket. En décembre 2019, Mickey Arthur est nommé entraîneur de l'équipe du Sri Lanka de cricket, pour remplacer de l'ancien entraîneur par intérim Rumesh Ratnayake,.
Il est entraîneur du Derbyshire County Cricket Club depuis novembre 2021 et le directeur de l'équipe du Pakistan de cricket depuis avril 2023.

## Biographie

### Situation personnelle
John Michael Arthur est né à Johannesburg, dans la province du Transvaal, en Afrique du Sud. Au cours de sa scolarité, il est élève du lycée Westville pour garçons.

### Carrière de joueur
Mickey Arthur marque 6 557 points en jouant pour Orange Free State,pour Griqualand West et pour South Africa A. Il prendre sa retraite de joueur de cricket en 2001.

### Carrière d'entraîneur

#### Afrique du Sud
Mickey Arthur commence sa carrière d'entraîneur en entraînant l'équipe de cricket de Griqualand West dans la compétition nationale avant de prendre la tête de l'équipe du Cap-Oriental en 2003. Lors de ses deux dernières saisons à la tête de l'équipe, Mickey Arthur  réussit à mener ses joueurs jusqu'à la finale de la Standard Bank Pro20 Series. Il s'agit d'un choix surprenant[non neutre] pour prendre la relève en tant qu'entraîneur national en mai 2005, succédant à Ray Jennings.
Il a une introduction difficile[non neutre] aux compétitions de cricket internationales, ses deux premières séries de tests en tant qu'entraîneur se déroulant contre une Australie déchaînée[non neutre], au cours desquelles l'équipe d'Afrique du Sud est facilement battue. L'Afrique du Sud, les joueurs touchés par des blessures, ne réussit pas à se qualifier pour la finale de la VB Series 2005-2006, mais elle remporte une victoire tendue en une journée contre l'Australie à domicile, qui se termine par un match à Johannesburg.
Une victoire à domicile contre la Nouvelle-Zélande est suivie d'une tournée au Sri Lanka en 2006, où l'Afrique du Sud perd les deux tests et se retire d'une tri-série après l'explosion d'une bombe à Colombo et l'échec de la finale du Trophée des champions de l'ICC. Les succès incluent des victoires consécutives en tests et en séries d'un jour contre l'Inde et le Pakistan à domicile, propulsant l'Afrique du Sud au sommet du classement ODI. Il s’agit d’un coup de pouce majeur avant la Coupe du monde de cricket de 2007.
L'Afrique du Sud est cependant décevante[non neutre] lors de la Coupe du monde. L'équipe d'Afrique du Sud de cricket remporte des victoires contre l'Angleterre, les Antilles, l'Irlande, les Pays-Bas, l'Écosse et le Sri Lanka, mais des défaites contre l'Australie, la Nouvelle-Zélande et le Bangladesh qui lui coûte la première place du classement. Elle s'incline ensuite en demi-finale avec son score le plus bas jamais enregistré dans une Coupe du monde, l'Australie l'ayant éliminée pour 149 et ayant gagné par 7 guichets.
Les deux années précédentes sont les meilleures de l’histoire des tests[non neutre] en Afrique du Sud. Après deux victoires à domicile contre le Pakistan et l'Inde, Mickey Arthur mène l'équipe à travers une série de 9 séries de tests sans défaite et un certain nombre de bons résultats en un jour. Cette séquence comprend des victoires contre l'Inde, le Pakistan, les Antilles, la Nouvelle-Zélande et le Bangladesh à domicile et des victoires à l'extérieur contre l'Angleterre, le Pakistan, le Bangladesh et un match nul en Inde.
En 2008, Mickey Arthur devient le premier entraîneur sud-africain à guider son équipe vers une victoire lors d'un test en Australie. L'équipe confirme cette performance en remportant la série internationale d'un jour. Cette victoire à 4-1 lui permet de reprendre la première place du classement international d'un jour.
Lors de la saison 2005/06 en Australie, il remet en question les normes d'arbitrage, affirmant que les officiels n'étaient pas objectifs en raison d'un appel excessif de l'équipe australienne de cricket. Il est blanchi des accusations.
En janvier 2010, il démissionne en raison de prétendues divergences entre lui et l'équipe sud-africaine de cricket. Les rapports indiquent que le directeur général de l'équipe sud-africaine de cricket, Gerald Majola, supervise le processus de sélection intérimaire avec l'ancien lanceur rapide sud-africain Corrie van Zyl et l'ancien capitaine sud-africain Kepler Wessels pour la tournée de deux tests et de trois ODI en Inde,.
Mickey Arthur devient l'entraîneur des Western Warriors et entraîne ensuite l'équipe australienne de cricket. Lors de la tournée australienne de 2013 en Inde, Mickey Arthur est critiqué pour son rôle dans le scandale Homeworkgate,, où il demande aux membres de l'équipe de faire leurs devoirs. Il continue à entraîner l'équipe jusqu'au Trophée des Champions 2013 au Royaume-Uni, où l'Australie a été éliminée dès la phase de groupes. En guise de mesure préventive avant la prochaine série Ashes en Angleterre, Mickey Arthur est limogé et remplacé par Darren Lehmann.
En août 2013, Mickey Arthur est nommé entraîneur en chef et directeur du cricket à la Christ Church Grammar School, une école anglicane pour garçons à Perth, en Australie occidentale.
En 2016, il est naturalisé australien et est devient citoyen australien.

#### Karachi Kings
Il est nommé entraîneur en chef des Karachi Kings lors de la première saison de la Pakistan Super League qui se déroule du 4 février 2016 au 23 février 2016 aux Émirats arabes unis. Ils terminent quatrième d'un groupe de cinq équipes, ce qui les oblige à affronter Islamabad United, troisième, au tour éliminatoire, où ils perdent par 9 guichets et sont éliminés du tournoi.
Le 13 novembre 2019, il est remplacé par Dean Jones comme entraîneur.

#### Dhaka Dynamites
Il est nommé entraîneur des Dhaka Dynamites pour la saison 2015 de la Bangladesh Premier League.

#### Pakistan
Il est nommé entraîneur en chef de l'équipe de cricket du Pakistan le 6 mai 2016, devenant ainsi entraîneur d'une équipe internationale pour la troisième fois. Sous sa direction, l'équipe pakistanaise devient l'équipe numéro une des tests et du T20 (Twenty20). Il entraîne le Pakistan au titre du Trophée des Champions ICC 2017 le 18 juin, avec une victoire de 180 points contre son grand rival, l'Inde, en finale. C'est la première fois que l'équipe pakistanaise de cricket parvient à remporter le Trophée des champions de l'ICC depuis la création du tournoi en 1998. Après avoir remporté l'ICC Champions Trophy 2017, le Pakistan blanchit le Sri Lanka dans une série ODI et T20 après avoir perdu la série Test. Le 8 juillet 2018, le Pakistan remporte une série triangulaire entre le Zimbabwe, l’Australie et le Pakistan. Le Pakistan bat l'Australie en finale avec 6 guichets. Le Pakistan conserve sa première place au classement T20.
Le 7 août 2019, le Pakistan Cricket Board choisit de ne pas renouveler le contrat de Mickey Arthur en tant qu'entraîneur de l'équipe nationale.
Mickey Arthur est approché pour revenir en tant qu'entraîneur du Pakistan après la fin du contrat de Saqlain Mustaq en février 2023, mais il refuse en disant : « Il était absolument engagé dans le projet qu'il avait commencé à Derbyshire », selon le PDG de Derbyshire, Ryan Duckett. Le PCB propose ensuite à Mickey Arthur de devenir le directeur de l'équipe de cricket du Pakistan, ce qui lui permet de travailler à la fois avec le Derbyshire et le Pakistan, Mickey Arthur n'étant pas non plus obligé de voyager pour une série bilatérale. Le 20 avril 2023, Mickey Arthur est nommé directeur de l'équipe du Pakistan,. Il démissionne ensuite.

#### Sri Lanka
Il est nommé entraîneur de cricket du Sri Lanka de février 2020 à novembre 2021.

#### Derbyshire County Cricket Club
En décembre 2021, Mickey Arthur rejoint le Derbyshire County Cricket Club en tant que directeur du cricket à l'expiration de son contrat sri-lankais en remplacement du sortant Dave Houghton. Il décide de faire venir Suranga Lakmal en tant que joueur étranger pour un contrat de deux ans et ajoute ensuite Shan Masood pour la saison solitaire. Après que les blessures et les missions internationales aient rendu les deux joueurs indisponibles pendant une certaine période, il fait également venir Hilton Carwright et Hayden Kerr.

### Dambulla Aura
Mickey Arthur travaille pour Dambulla Aura en tant qu'entraîneur de la Lanka Premier League.